# Bornholms historie
Bornholms historie strækker sig fra de tidligste bosætninger på øen op til moderne tid.
I forhistorisk tid synes øen først at være beboet fra den yngre stenalder. Bosættelser på midten af øen er dateret til bronzealderen. I vikingetiden, hvor øen havde egen konge, og middelalderen blev der opført flere borge på øen. I flere hundrede år var der uenighed imellem Bispesædet i Lund og den danske konge om hvem der havde ret til øen. Efter Svenskekrigene blev den overdraget til svenskerne, men kom snart efter på danske hænder igen.
I 1700-tallet begyndte man at bryde sten på Bornholm. Under englandskrigene i starten af 1800-tallet blev Christiansø angrebet af den britiske flåde. I dette århundrede blev øens befolkning omtrent fordoblet.
Under besættelsen var Bornholm den sidste del af Danmark der blev befriet, idet Sovjetunionen og ikke de britiske tropper kom til øen først. Da den tyske besættelsesmagt ikke overgav sig bombarderede sovjetiske fly Rønne og Nexø, og først i april 1946 forlod det sovjetiske militær øen. I takt med at fiskeriet har betydet mindre og mindre, er øen samtidig blevet en stor turistdestination, og i dag besøges den af omkring 600.000 personer hvert år.

## Navn
Bornholms oldnordiske navn Borgundarholm er formodentligt sammensat af borg (et højt befæstet sted på olddansk) og holm, da det er en ø, der rejser sig højt fra havet. Af andre navne som øen har været kendt under er Burgendaland (800-tallet), Hulmo / Holmus (Gesta Hammaburgensis ecclesiae pontificum), Burgundehulm (1145) og Borghandæholm (1300-tallet). Den oldengelske oversættelse som Orosius brugte Burgenda land. Nogle lærde har antaget at burgunderne blev opkaldt efter Bornholm; burgunderne var et germansk folkefærd, som rejste da det Vestromerske rige kollapsede, og flyttede og navngav Bourgogne i Frankrig

## Forhistorie

### Stenalderen
Bornholm blev først bosat i yngre stenalder fra omkring 3900 f.Kr., hvor øen blev beboet af fastboende stenaldersamfund tilknyttet den såkaldte tragtbægerkultur. Disse samfund praktiserede agerbrug og dyrehold, og de efterlod sig rige fund i form af redskaber, keramik, og monumenter.
Et af de mest markante kendetegn fra denne periode er de mange dysser og jættestuer – stendysser brugt som gravkamre. Omkring 50 sådanne stengrave er registreret på øen, bl.a. ved Vasagård og Læså. Sammenlagt er der over 1000 fredede fortidsminder på øen, og både antallet og de forskellige typer er specielt for Bornholm.
Der er fundet en stor mængde unikke rituelle genstande som solsten og "Bornholmske skiveformede figurer", der menes at have haft kosmologisk eller religiøs betydning. Mange af disse fund er gjort ved Vasagård og Rispebjerg, hvor der også er rester af palisadeanlæg og ildsteder, som antyder helligsteder eller forsvarsanlæg</ref>

### Bronzealderen
Bornholm er det sted i Danmark, hvor der kendes flest bautastene, som blev rejse i bronzealderen. Der findes over 1.000 på øen, og Louisenlund ved Gryet rummer den største samling.
Bornholm er også det eneste sted i Danmark, hvor der findes helleristninger. Et af de største områder findes på Madsebakke på den nordvestlige del af øen. Der er også grave og røser.

### Jernalderen
Fra jernalderen kendes mange fund fra øen, og særligt området Sorte Muld er rigt på såkaldte guldgubber, der er små figurer i guld. Derudover findes en skibssætning ved Hellig Kvinde mellem Svaneke og Gudhjem.
Der findes adskillige voldsteder fra perioden, der bl.a. tæller tilflugtsborgen Storeborg og Rispebjerg, der den største fæstning på øen fra jernalderen.

### Vikingetiden
Den første fæstning på Bornholm var Gamleborg, der stammer fra omkring 750. Det er den ældst kendte stenbygning på øen.
Særligt området omkring Østerlars synes at have været vigtigt i vikingetiden. Man har gjort fund af flere grave med rige gravgaver. Den engelske handelsrejsende Wulfstan af Hedeby beretter at Bornholm havde sin egen konge. Det er muligt at denne konge har hersket over øen fra Gamleborg. Øen har et stort antal skattefund fra vikingetiden, heriblandt møntskatten fra Ibsker, og langt størstedelen er udstillet på Nationalmuseet i København.
I 960'erne fik Harald Blåtand (940-986) for første gang samlet landet og kristnet befolkningen. Han benyttede også Gamleborg, ligesom Knud den Hellige (1080-1086) gjorde.
Bornholm har over 40 runesten, men en stor del af dem er ikke rejst af hedenske vikinger men derimod af kristne, hvilket er atypisk for runesten.

## Middelalderen
Da Danmark blev formet af mindre kongedømmer. Administrativt blev øen en del af Skåne, og blev underlagt Skånske Lov, da den blev nedskrevet i 1200-tallet. Kontrollen over øen udviklede sig til at lang disput mellem bispesædet i Lund og den danske konge, der kulminerede i flere krige. 
Omkring år 1100 blev Gamleborg erstattet af Lilleborg. I 1149 accepterede kongen at overføre tre af øens fire herreder til ærkebiskoppen i Lund. Opførslen af Hammershus Hammerknuden på den nordvestlige del af øen er blevet tilskrevet Anders Sunesen, der var biskop i Lund omkring år 1259. Nyere forskning tyder dog på, at borgen også kan være opført af Jens Grand, der var biskop fra 1289-1302 og at den således først har stået færdig i slutningen af 1200-tallet. En kampagne af kongen i 1259 erobrede resten af øen, inklusive Lilleborg, og øens status fortsatte som en disput i de følgende 200 år.
Under Dannmark-Hanseforbundets krig (1426–1435) blev Bornholm plyndret af Hanseforbundet.

## 1500-1600
Igen under Dannmark-Hanseforbundets krig (1509–1512) blev Bornholm atter plyndret af Hanseforbundet. 
I 1522 endte det kirkelige herredømme på Bornholm, og kongen krævede Hammershus tilbage. I 1525 blev Bornholm pantsat til Lübeck for 50 år. 
Svenske tropper erobrede Bornholm i 1645, men tilbagegav øen til Danmark i de følgende fredsforhandlinger. Efter Svenskekrigene i 1658 måtte Danmark afstå Bornholm til Sverige under Freden i Roskilde sammen med Skåne, Bohuslän og Trøndelag, der herefter blev besat af svenske tropper. 
Et oprør brød ud det samme år, der kulminerede med, at Villum Clausen skød og dræbte den svenske guvernør over øen, Johan Printzensköld den 8. december 1658. Efter oprøret gav en del af øboerne øen i gave til kong Frederik 3. på betingelse af, at den aldrig ville blive afstået igen. Denne status blev bekræftet i 1660 ved Freden i København. Samme år blev Corfitz Ulfeldt og Leonora Christina Ulfeldt sat i fængsel i Manteltårnet på Hammershus fæstning.
I 1672 blev Bornholms Milits dannet. I 1684 grundlagde Christian 5. en fæstning på Christiansø, som Anthony Coucheron fik til opgave at opføre. Han blev den første kommandant på Ertholmene. Lilletårn blev opført i 1685.

## 1700-1800
Hammershus fungerede som fæstning frem til 1743, hvor den blev forladt og opgivet som fæstning. Allerede inden var borgen dog forfaldet kraftigt, og den var for længst blevet forældet i forhold til udviklingen af kanoner, der selv med relativt lille kaliber kunne forurette stor skade på en teglstensborg som Hammerhus. Man brugte efterfølgende Hammershus som stenbrud, og mange sten findes derfor i huse og andre bygninger omkring på øen. I 1700-tallet begyndte man så småt at udnytte mineralerne på øen. Allerede i 1754 begyndte man at bryde sandsten på øen. I 1800-tallet startede man på at bryde granit.
I 1808 blev Christiansø angrebet af den britiske flåde under Englandskrigene. Syv mennesker døde under bombardementet, og 10 blev såret. Hammershus blev fredet i 1822.
Fra omkring 1800 og de følgende 80 år frem blev øens befolkning fordoblet fra ca. 20.000 til omkring 40.000 indbyggere.
Svenskere, særligt fra Småland og Skåne, emigrerede til Bornholm i slutningen af 1800-tallet, i jagten på arbejde og bedre muligheder. De færreste af emigranterne blev dog boende på øen.

## Besættelsen

### Tysk besættelse (1940–1945)
Bornholm blev, som en del af Danmark, besat af Tyskland den 10. april 1940. Øen fungerede som et udsigtspunkt og som et sted for aflytning af radioer som en del af Østfronten under 2. verdenskrig. Den centrale beliggenhed i Østersøen gjorde at det var en "natur fæstning" mellem Tyskland og Sverige, der effektivt kunne hold undervandsbåde og destroyere væk fra den Tysk-kontrollerede områder. Adskillige steder lavede man kystsikring med beton under krigen, for at beskytte mod landsætning, og der blev bygget flere store batterier med stor rækkevidde. Ingen af dem blev dog brugt, og der blev kun affyret ét enkelt skud fra Bornholm under hele besættelsen. Resterne fra besættelsen er senere gået i forfald, og i dag er de mest en række historiske kuriositeter. Mange turister besøger disse ruiner hvert år.
Den 22. august 1943 ramte et V1-missil (med nummeret V83, og sandsynligvis afskudt fra et Heinkel He 111-fly) Bornholm under en test. Det var en dummy lavet af beton. Dette blev fotograferet eller tegnet af den danske søofficer orlogskaptajn Hasager Christiansen. Det var det første tegn den britiske efterretningstjeneste så, på Tysklands planer om at udvikle flyvende bomber og missiler som senere blev kendt som V-1 og V-2.

### Sovjetisk besættelse (1945–1946)
Bornholm blev udsat for kraftigt bombardement af Sovjetunionens luftvåben i maj 1945. Den tyske officer, kommandant Gerhard von Kamptz, nægtede at overgive sig til sovjetterne, da hans ordre var at overgive sig til de vestlige allierede. Tyskerne sendte flere telegrammer til København om at sende bare en enkelt britisk soldat til Bornholm, så tyskerne kunne overgive sig til de vestlige allierede styrker i stedet for de sovjetiske. Da von Kamptz ikke formåede at frembringe en skreven kapitulation som de sovjetiske kommandører krævede, bombede og ødelagde de sovjetiske bombeflyvere mere end 800 civile huse i Rønne og Nexø, og forårsagede ødelæggelser på yderligere omkring 3.000 huse den 7.-8. maj 1945.
Under de sovjetiske bombardementer af øens to største byen den 7. og 8. maj havde dansk radio ikke tilladelse til at sende nyheden, da man troede, at det ville spolere fejringen af befrielsen i resten af landet. Den 9. maj gik sovjetiske tropper i land på øen, og efter en kort kamp overgav den tyske garnison på omkring 12.000 mand sig.
De sovjetiske tropper forlod øen igen den 5. april 1946. Herefter meddelte Sovjetunionen, at militær fra andre lande end Danmark udstationeret på øen, ville blive betragtet som en krigserklæring mod Sovjetunionen, og at Danmark altid skulle have soldater på øen, for at beskytte øen mod fremmed aggression. Denne politik fortsatte efter NATO blev dannet, med Danmark som et af de grundlæggende medlemmer. Sovjetunionen accepterede placeringen af danske tropper, der var en del af NATO, som de betragtede som militært underlegne, men var stærkt imod tilstedeværelsen af tropper fra andre NATO-lande, og i særdeleshed amerikanske tropper.

## 1946 - nu
Efter krigen blev de ødelagte byer Rønne og Nexø genopbygget med støtte fra resten af Danmark og Sverige, som blandt andet donerede 300 præfabrikerede træhuse. Bornholms isolerede beliggenhed førte til en langsom økonomisk udvikling i efterkrigstiden.
Efter Sovjetunionen havde forladt øen i 1946, var der fortsat stor frygt for at landet ville invadere øen igen under den kolde krig. Den strategiske placering midt i Østersøen, tæt på både på DDR og Polen, gjorden øen vigtig for dansk og NATO's overvågning af Warszawapagtens aktiviteter. Øen husede militære installationer og blev betragtet som en fremskudt post i forsvaret af Danmark.Samtidig var den nyttig for efterretningstjenesten, som havde radaranlæg ud for Dueodde og i Almindingen.
I 1973 overtog staten det bornholmske rederi Dampskibsselskabet af 1866, som blev omdøbt til Bornholmstrafikken, for at forbedre transportforbindelserne til fastlandet.
I de senere årtier har turisme udviklet sig til en vigtig økonomisk sektor på Bornholm. Øens unikke natur i danske sammenhænge, historiske seværdigheder og kunsthåndværk tiltrækker besøgende fra ind- og udland. Initiativer som Bornholms Kunstmuseum og NaturBornholm har bidraget til at fremme øens kulturelle profil 
Siden 2011 har Bornholm været vært for det årlige Folkemødet i Allinge, en demokratifestival der finder sted i uge 24. Arrangementet blev etableret med inspiration fra den svenske Almedalsveckan og har til formål at fremme dialog mellem borgere, politikere, interesseorganisationer og virksomheder gennem åbne debatter, oplæg og kulturelle aktiviteter. Festivalen er siden vokset til en af de vigtigste begivenheder for politisk og samfundsmæssig debat i Danmark, og i 2024 var der over 110.000 besøgende over tre dage til et program med over 3.500 events.